# Folke Werner
Bo Folke Werner, född 25 april 1924 i Täby församling, Stockholms län, död 7 juni 2002, var en svensk arkitekt.  
Werner, som var son till arkitekt Elis Werner och Edith Holm, utexaminerades 1947 från tekniska gymnasiet i Göteborg och 1954 från Kungliga Tekniska högskolan. Han var verksam som arkitekt på Boijsen & Efvergren arkitektkontor i Stockholm från 1954. Han företog studieresor till Italien och Frankrike.